# کالادی (باتیکالوا)
کالادی (به لاتین: Kalladi) یک منطقهٔ مسکونی در سری‌لانکا است که در ناحیه باتیکالوا واقع شده‌است.

Kalladi Beach
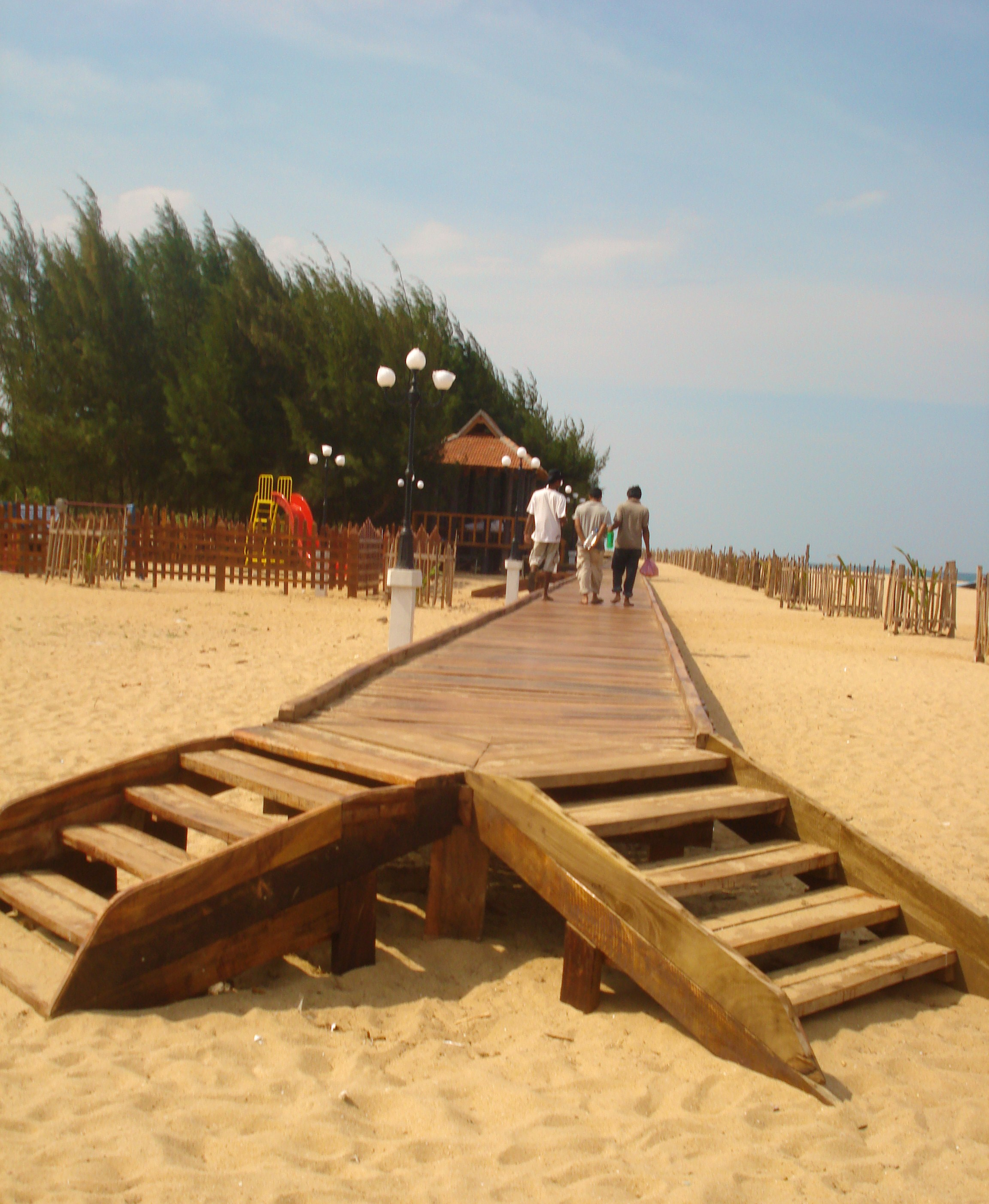
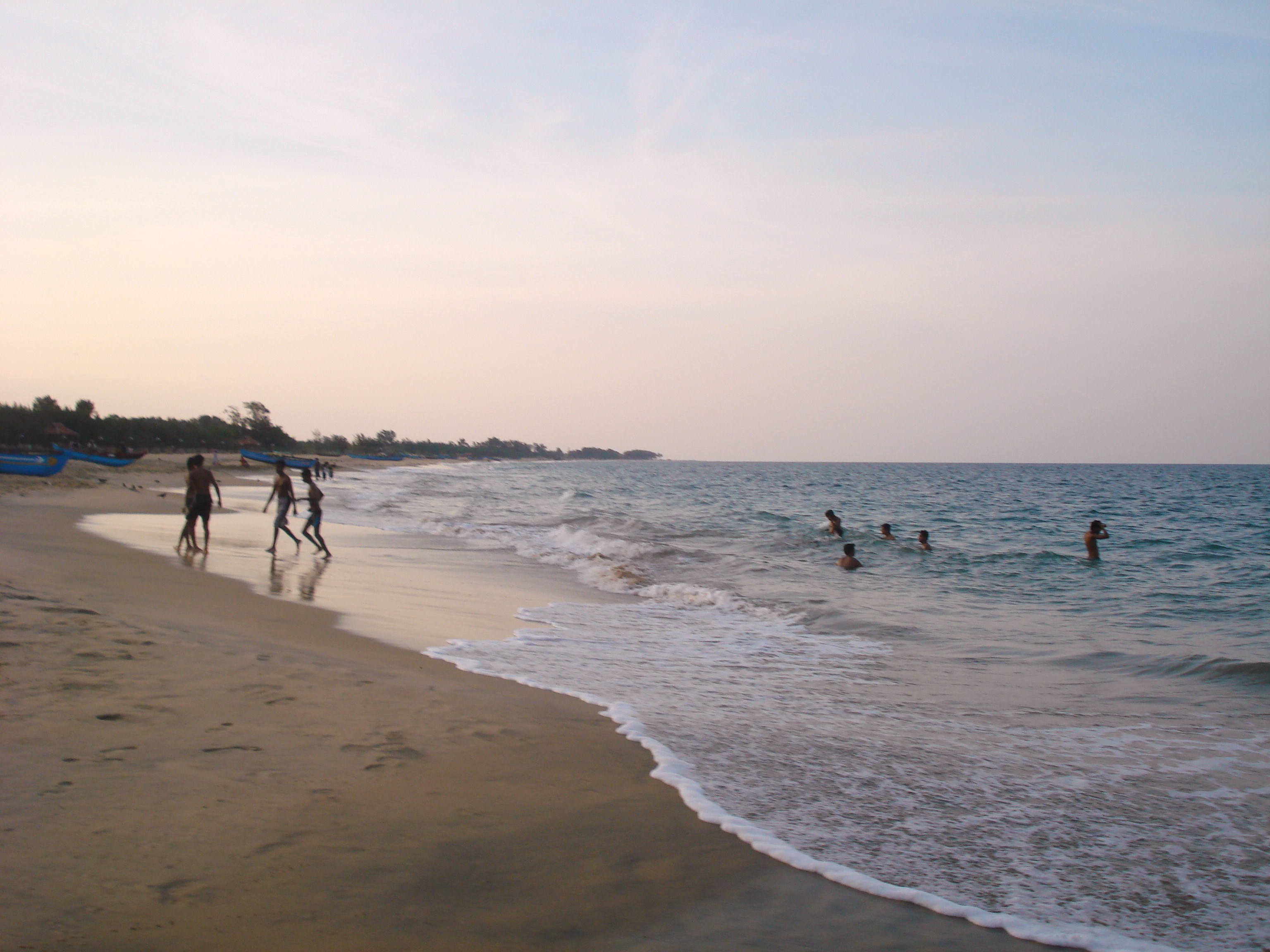
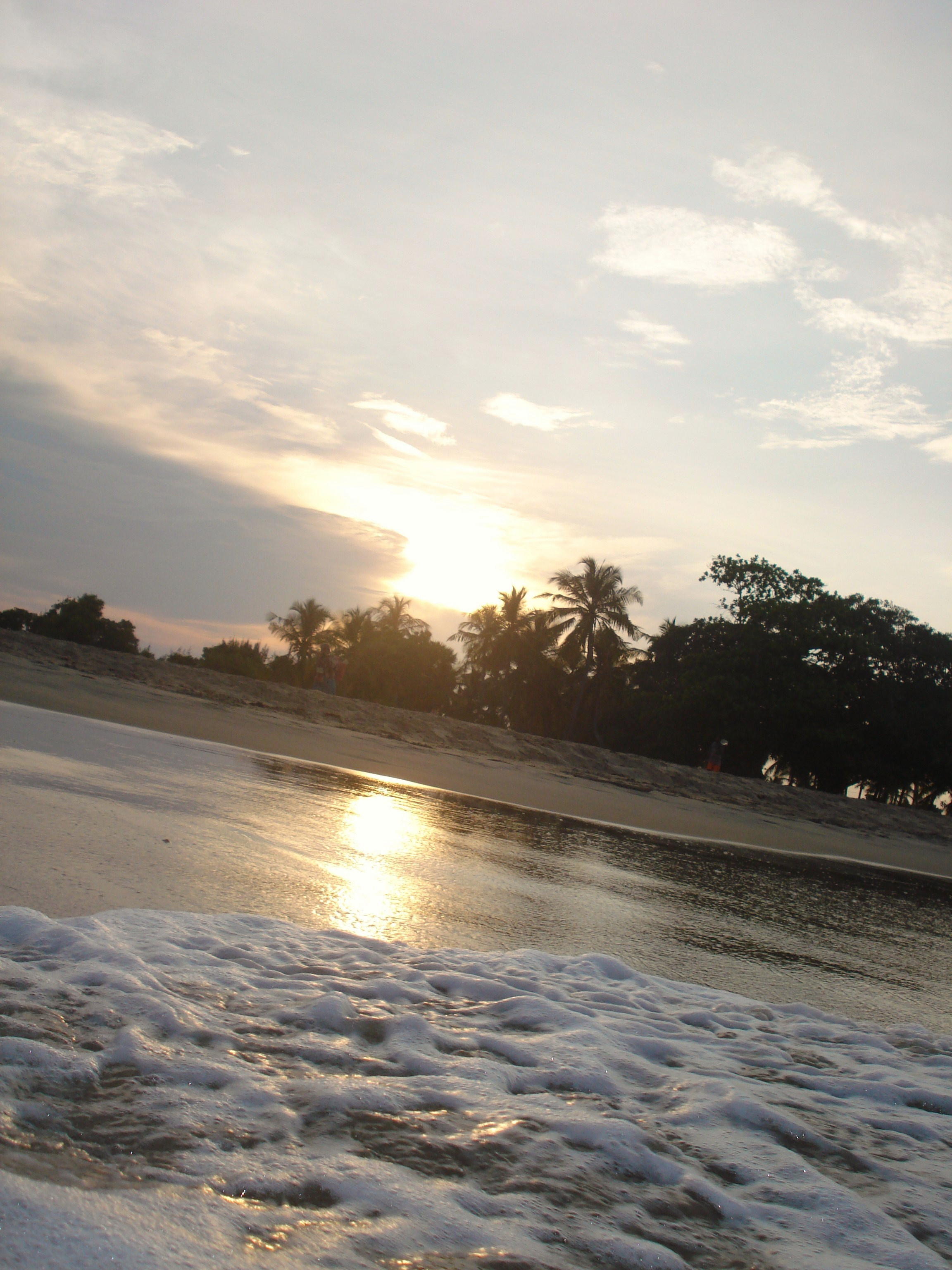
Kallady beach